# Minuto de Dios (Bogotá)
Minuto de Dios es un barrio ubicado en la localidad de Engativá, perteneciente a la ciudad de Bogotá.

## Barrios vecinos
Norte
- Club Los Lagartos (Calle 90 - río Juan Amarillo)
- La Serena.
- Lorena
- Las Palmas (Carrera 76)

Oriente
- Villa Carolina (Carrera 73a)
- Pontevedra (Avenida Boyacá)

Occidente
- La Palestina,  (Carrera 76)

Sur
- Santa María del Lago (Avenida Calle 80)

## Geografía
Terreno plano y urbano, situado a la orilla occidental de río Juan Amarillo

## Historia
La historia detallada del Barrio Minuto de Dios en Bogotá es una crónica de desarrollo urbano, iniciativa social y religiosa que tuvo lugar en la segunda mitad del siglo XX. Aquí está la historia en detalle:
1. Antecedentes y Fundación de la Congregación Minuto de Dios (1949):
  - El sacerdote colombiano Rafael García-Herreros fundó la congregación "Minuto de Dios" en 1949. El nombre se deriva de su creencia de que un minuto dedicado a Dios podría cambiar la vida de una persona.
2. La Idea del Barrio Minuto de Dios (Década de 1950):
  - En la década de 1950, el Padre García-Herreros tuvo la visión de crear un barrio que ofreciera viviendas dignas y servicios esenciales a personas de bajos recursos económicos en Bogotá. Su inspiración surgió de la necesidad de abordar la pobreza y la falta de viviendas adecuadas en la ciudad.
3. Inicio de la Construcción (1952):
  - En 1952, comenzaron las obras de construcción del Barrio Minuto de Dios. El proyecto comenzó con la construcción de las primeras viviendas y edificios comunitarios.
4. Enfoque en la Comunidad (Década de 1960):
  - Durante la década de 1960, el Barrio Minuto de Dios se centró en el desarrollo integral de la comunidad. Se establecieron escuelas, centros de salud, programas de capacitación laboral y actividades religiosas para mejorar la calidad de vida de los residentes.
5. La Iglesia del Minuto de Dios (Década de 1970):
  - Uno de los hitos más emblemáticos del barrio es la Iglesia del Minuto de Dios. Esta iglesia, conocida por su arquitectura moderna, se construyó en la década de 1970 y se convirtió en un símbolo religioso y comunitario importante.
6. Reconocimiento y Expansión (Década de 1980 y 1990):
  - A lo largo de las décadas de 1980 y 1990, el trabajo del Padre García-Herreros y la comunidad del Barrio Minuto de Dios recibieron reconocimiento a nivel nacional e internacional por su labor social y humanitaria. El modelo de desarrollo integral se convirtió en un ejemplo para otras iniciativas similares en Colombia y América Latina.
7. Continuidad y Cambios (siglo XXI):
  - A medida que avanzaba el siglo XXI, el Barrio Minuto de Dios siguió evolucionando y adaptándose a las cambiantes necesidades de la comunidad. Se realizaron mejoras en la infraestructura, se ampliaron los servicios y se continuó promoviendo la participación activa de los residentes en la toma de decisiones.
8. Legado del Padre Rafael García-Herreros (Hasta la Actualidad):
  - El Padre Rafael García-Herreros falleció en 1992, pero su legado perdura en la comunidad del Barrio Minuto de Dios y en la obra de la congregación Minuto de Dios. La organización continúa llevando a cabo proyectos sociales y religiosos en Colombia.

En resumen, el Barrio Minuto de Dios de Bogotá es un ejemplo destacado de desarrollo urbano y social impulsado por una visión humanitaria y religiosa. A lo largo de los años, ha brindado viviendas dignas, educación, servicios de salud y oportunidades de desarrollo a miles de residentes de bajos ingresos, dejando un impacto positivo en la sociedad colombiana.

## Acceso y Vías
Por la Avenida Calle 80, esta la estación de TransMilenio que lleva su nombre. Otras vías son la Avenida Cali y la Avenida Boyacá.

## Aspectos socioeconómicos
De estrato 3, es un barrio residencial con actividades de servicios culturales, artísticos y religiosos, dado la influencia de la Corporación Minuto de Dios. También existe actividad comercial minorista.

## Sitios Importantes
- Museo de Arte Contemporáneo de Bogotá
- Corporación Universitaria Minuto de Dios
- Centro de Atención y Servicios al Alumno (CASA Uniminuto)
- Fundación Minuto de Dios
- Colegio Minuto de Dios
- Parroquia San Juan Eudes
- Centro Carismático Minuto de Dios
- Teatro Minuto de Dios
- Museo Padre Rafael García-Herreros
- Plaza de Banderas
- Emisora Minuto de Dios Bogotá
- Librería Minuto de Dios